# Alamannische Grasschnecke
Die  Alamannische Grasschnecke (Vallonia alamannica), auch Alemannische Grasschnecke ist eine auf dem Land lebende Schneckenart aus der Familie der Grasschnecken (Valloniidae); die Familie gehört zur Unterordnung der Landlungenschnecken (Stylommatophora). Es handelt sich um ein umstrittenes Taxon, das einige Autoren als Synonym der Schwäbischen Grasschnecke bewerten. Neuere Arbeiten behandeln das Taxon wieder als eigenständige Art.

## Merkmale
Das scheibenförmige Gehäuse der Alamannischen Grasschnecke hat eine Höhe von 1,4 bis 1,8 mm und eine Breite von 2,5 bis 2,9 mm. Es hat 3 1/8 bis 3 3/4, an der Peripherie gerundete Windungen, die regelmäßig zunehmen. Der Mundsaum ist krempenartig umgeschlagen, innen ist eine kräftige Lippe vorhanden. Die obere Ansatzstelle der Windung steigt im letzten Viertel der Windung von einer Position deutlich über der Peripherie des vorletzten Umgangs gleichmäßig auf das untere Drittel des vorigen Umganges ab. Die Mündung steht extrem schräg, der eigentliche Mündungsrand ist dünn. Der sehr weit offene Nabel ist exzentrisch, d. h. liegt nicht exakt in der Gehäusemitte, sondern etwas zum Rand verlagert. Das Gehäuse ist bräunlich, die Oberfläche gestreift, was dem Gehäuse einen seidig glänzenden Anschein gibt. Das Embryonalgehäuse weist eine schwache Spiralstreifung auf.

### Ähnliche Arten
Die Alamannische Grasschnecke unterscheidet sich vor allem durch ihre Größe von der Schwäbischen Grasschnecke (Vallonia suevica). Der letzte Umgang sinkt bei Vallonia alamannica kontinuierlich ab, während er bei Vallona suevica kurz vor der Mündung zunächst waagrecht verläuft oder sogar leicht ansteigt und danach mehr oder weniger steil abfällt. Vallonia alamannica hat mindestens einen halben Umgang mehr. Die Mündung ist weniger stark erweitert und die Innenlippe ist schwächer ausgebildet.

## Geographische Verbreitung und Lebensraum
Das Verbreitungsgebiet der Art beschränkt sich auf Baden-Württemberg (oberer Neckar und oberer Donau). Das in manchen Werken zu findende Vorkommen in Niederösterreich hat sich als Fehlbestimmung erwiesen (Gerber). Die Art lebt auf naturbelassenen Wiesen in Flusstälern, ist dort aber sehr selten.

## Taxonomie
Das Taxon wurde 1908 durch David Geyer als Vallonia tenuilabris var. saxoniana Sterki (alamannica n.var.?) in die wissenschaftliche Literatur eingeführt. Bereits Ehrmann in Die Tierwelt Mitteleuropas führte das Taxon als selbständige Art. Andere Autoren (z. B. Zilch) bewerteten das Taxon als Unterart von Vallonia tenuilabris. Michael Kerney (et al.) führen das Taxon dagegen wieder als selbständige Art. 1996 erklärte Jochen Gerber das Taxon zu einer Form der Schwäbischen Grasschnecke (Vallonia suevica). Dem sind die meisten Autoren gefolgt. Doch bereits 1997 zog Günter Schmid, 2011 dann auch Wolfgang Rähle (1939–2019) die Schlussfolgerungen von Jochen Gerber in Zweifel. Daher führt Vollrath Wiese das Taxon nun wieder als eigenständige Art, betont jedoch, dass der taxonomische Status weiterhin unklar ist.

## Gefährdung
Da das Taxon bis vor kurzem (wieder) als Synonym von Vallonia suevica behandelt wurde, ist es in der Roten Liste nicht aufgeführt. Vollrath Wiese schlägt eine Einstufung als „extrem selten“ vor. Die International Union for Conservation of Nature and Natural Resources (IUCN) stuft die Art mit „Data deficient“ ein.
Das Taxon stand vor der Synonymisierung (1996) auf der „Roten Liste“ und wurde damals als vom Aussterben bedroht eingestuft (Stand 1982).

## Belege